# Llista d'estructures narratives
Una estructura narrativa o estructura dramàtica (també coneguda com a estructura dramatúrgica) és l'estructura d'una obra dramàtica com un llibre, una obra de teatre o una pel·lícula. Arreu del món existeixen diverses estructures narratives que han estat desenvolupades per crítics, escriptors i estudiosos al llarg del temps. Aquest article explora un ampli ventall d'estructures dramàtiques d'arreu del món, mostrant com l'organització dels actes i el focus central de la història poden variar significativament segons la regió i el període històric.

## Àfrica i diàspora africana

### Carib

#### Kwik Kwak
L'estructura Kwik Kwak (també coneguda com crick crack) es compon de tres elements: el narrador, el protagonista i el públic. La història es concep com una actuació, creant una sinergia entre aquests elements. Durant la narració, el narrador pot destacar tant la història que explica com la seva pròpia presència com a narrador. Aquesta estructura sovint inclou els següents components:
1. Explica endevinalles per posar a prova el públic.
2. El públic es converteix en cor i comenta la història.

Normalment hi ha un final ritual.

### Àfrica occidental

#### Griot
Una estructura de la història que es troba habitualment a l'Àfrica occidental explicada pels narradors de contes Griot, que expliquen les seves històries oralment. Les històries famoses d'aquesta tradició inclouen contes populars anansi. Aquest tipus de narració va tenir influència en les històries posteriors de la diàspora afroamericana, criolla i africana caribenya.
L'estructura de la història és la següent:
1. Fórmula d'obertura: inclou acudits i endevinalles per atraure la participació del públic. Després un començament solemne.
2. El cos/secció expositiva - narració del conte, configurant els personatges i els fets, definint el conflicte, amb el narrador cantant, ballant, cridant i convidant el públic a unir-se. El narrador fa servir un llenguatge ple d'imatges i simbolisme.
3. La fórmula concloent: tancament de la història i la moral.[5]

El nucli central de la història és la memòria. El griot o narrador s'alimenta del coneixement col·lectiu i pot assumir diverses funcions, com ara educador, conseller, negociador, animador i guardià de la memòria col·lectiva.

## Pobles indígenes d'Amèrica del Nord i Amèrica Llatina

### Amèrica Central

#### Robleto
El Robleto és una forma de narrativa originària de Nicaragua. Rep el seu nom de Robert Robleto, tot i que l'estructura és molt més antiga que ell i va ser descoberta per Cheryl Diermyer, una forastera, el 2010. Aquesta estructura està composta per:
1. Línia de repetició
2. Introducció
3. Clímax
4. Viatges
5. Tancar

### Amèrica del Sud

#### Harawi
L'harawi és un antic gènere tradicional de la música andina i de la poesia lírica indígena. Va tenir una àmplia difusió durant l'Imperi Inca i actualment es manté especialment viu en els països que en formaven part, com el Perú, l'Equador i Bolívia. L'harawi és típicament una cançó o melodia melancòlica, interpretada amb la quena (flauta). Les lletres de l'harawi sovint aborden temes d'amor no correspost, la vida quotidiana dels camperols, les privacions dels orfes, entre altres temes. Les melodies estan majoritàriament basades en l'escala pentatònica menor.

## Àsia

### Àsia oriental

#### Record de somnis
Aquest tipus d'història, que comença amb un somni, va ser inventat durant la dinastia Ming i posteriorment exportat a Corea. Aquestes narracions solen centrar-se en un personatge que reflexiona sobre la seva vida o comparteix la seva història amb un altre personatge ja mort. Aquestes històries sovint aborden el penediment dels personatges per les decisions passades, ajudant-los a avançar o a acceptar la seva realitat. Aquest estil narratiu mai va ser adoptat al Japó, ja que durant l'era Tokugawa, a partir de la dècada de 1600, existia un fort sentiment antixinès, i el col·lapse de l'imperi Ming el 1618 va intensificar encara més aquesta distància cultural.

#### Record de somnis (Japó)
El registre dels somnis o diaris dels somnis (夢記 ゆめのき) és un tipus de documentació que es va desenvolupar al Japó del segle XIII, separat dels registres de somnis anteriors. Aquesta pràctica va ser iniciada per monjos budistes que enregistraven els seus somnis en diaris. Aquests somnis sovint eren documentats, compartits i interpretats entre ells.

#### Àsia oriental 4 actes
Aquesta estructura dramàtica va començar com un estil de poesia xinès anomenat qǐ chéng zhuǎn hé (起承转合) i després es va exportar a Corea com a gi seung jeon gyeol (Hangul: 기승전결; Hanja: 起承轉結) i Japó (kishōten 承轉結) i Japó. Cada país ha adaptat la seva pròpia visió de l'estructura original.

#### Assaig de vuit potes
L'assaig de vuit potes va ser un estil d'assaig en els exàmens imperials durant les dinasties Ming i Qing a la Xina. L'assaig de vuit potes era necessari perquè aquells participants en aquestes proves de la funció pública mostressin els seus mèrits per al servei governamental, sovint centrant-se en el pensament i el coneixement confucià dels Quatre Llibres i els Cinc Clàssics, en relació amb els ideals governamentals. Els participants no podien escriure de manera innovadora o creativa, però havien d'ajustar-se als estàndards de l'assaig de vuit potes. Es van avaluar diverses habilitats, incloent-hi la capacitat d'escriure de manera coherent i de demostrar una lògica bàsica. En determinades èpoques, es demanava als candidats que composessin espontàniament poesia sobre un tema específic, un requisit que també va ser qüestionat o fins i tot eliminat dels exàmens. Això va donar lloc a un argument important a favor de l'assaig de vuit potes, defensant que era preferible eliminar l'art creatiu en favor d'una alfabetització més prosaica. En la història de la literatura xinesa, sovint es diu que l'assaig de vuit potes va contribuir a l'"estancament cultural i l'endarreriment econòmic" de la Xina al segle xix.

#### Jo-ha-kyū
Jo-ha-kyū (序破急) is a concept of modulation and movement applied in a wide variety of traditional Japanese arts. Roughly translated to "beginning, break, rapid", it essentially means that all actions or efforts should begin slowly, speed up, and then end swiftly. This concept is applied to elements of the Japanese tea ceremony, to kendō and other martial arts, to dramatic structure in the traditional theatre, and to the traditional collaborative linked verse forms renga and renku (haikai no renga).
El concepte es va originar en la música de la cort gagaku, concretament en les maneres en què es podien distingir i descriure elements de la música. Tot i que finalment es va incorporar a una sèrie de disciplines, va ser la més famosa adaptació, i analitzat i discutit a fons pel gran dramaturg nò Zeami, que el va veure com un concepte universal que s'aplicava als patrons de moviment de totes les coses.

### Àsia occidental

#### Estructura quiàstica
Una forma d'estructura que es troba a la Torà, la Bíblia i l'Alcorà és l'ús de la repetició. Aquesta tècnica narrativa implica la repetició de frases, temes o idees, que serveix per reforçar missatges, crear ritme o establir connexions entre diferents parts del text.

#### Hakawati
Una forma de literatura palestina que inclou 1001 nits i arabes. Aquesta estructura també inclou moltes obres religioses, com ara la Torà, la Bíblia i l'Alcorà.

#### Karagóz
Karagöz (literalment Blackeye en turc) i Hacivat (abreujat en el temps de "Hacı İvaz" que significa "İvaz el pelegrí", i de vegades escrit com a Hacivad) són els personatges principals de l'obra d'ombres tradicional turca, popularitzada durant el període otomà i després es va estendre a la majoria dels estats nacionals de l'Imperi Otomà. És més destacat a Turquia, Grècia, Bòsnia i Hercegovina i Adjara (república autònoma de Geòrgia). A Grècia, Karagöz és conegut pel seu nom local Karagiozis; a Bòsnia i Hercegovina, és conegut pel seu nom local Karađoz.
Les obres de Karagöz s'estructuren en quatre parts:
- Mukaddime: Introducció. Hacivat canta un semai (diferent a cada actuació), recita una pregària i indica que està buscant el seu amic Karagöz, a qui fa una senya a l'escena amb un discurs que acaba sempre amb "Yar bana bir eğlence" ("Oh, per alguns diversió"). Karagöz entra pel costat contrari.
- Muhavere: diàleg entre Karagöz i Hacivat
- Fasil: parcel·la principal
- Bitiş: Conclusió, sempre una breu discussió entre Karagöz i Hacivat, sempre acabant amb Hacivat cridant-li a Karagöz que ha "arruïnat" qualsevol cosa que tingués a l'abast i que "ha fet caure el teló", i Karagöz responent "Que les meves transgressions siguin perdonades".

#### Ta'zieh
Ta'zieh o ta'zïye o ta'zīya o tazīa o ta'ziyeh (àrab: تعزية, taʿziya; persa: تعزیه; urdú: تعزیہ) significa ‘consol’ o ‘condol’. Prové de l'arrel azà (àrab: عزا, romanitzat: ʿazā) que significa ‘consolar-se’, ‘suportar amb paciència’.
Segons la regió, l'època, l'ocasió o la religió, la paraula pot tenir diferents significats i connotacions culturals:
- En la referència cultural persa es classifica com a Teatre de condol o Passió d'obra inspirat en un esdeveniment històric i religiós, la tràgica mort d'Hussein, que simbolitza l'esperit èpic i la resistència.
- Al sud d'Àsia i al Carib fa referència específicament als mausoleus en miniatura (imitacions dels mausolems de Karbala, fets generalment de paper de colors i bambú) utilitzats en les processons rituals celebrades el mes de Muharram.

El Ta'zieh, conegut principalment en la tradició persa, és un ritual musulmà xiïta que recrea la mort de Hussein, net del profeta islàmic Mahoma, juntament amb els seus fills i companys masculins, en una brutal massacre a les planes de Karbala, Iraq, l'any 680 dC. Aquesta tragèdia va ser el resultat d'una lluita pel poder per determinar qui controlaria la comunitat musulmana (anomenada califat) després de la mort de Mahoma.

## Europa i la diàspora europea

### Anàlisi d'Aristòtil
L'estructura dramàtica ha estat objecte d'anàlisi per nombrosos estudiosos, començant per Aristòtil en la seva obra Poètica (c. 335 aC).
En la seva Poètica, una obra teòrica sobre les tragèdies, el filòsof grec Aristòtil va proposar que una obra hauria d’imitar una única acció completa, evitant salts temporals com els flashbacks. Segons Aristòtil, "Un tot és allò que té un principi, un mig i un final. Un començament és allò que no és conseqüència d'una altra cosa, però després del qual alguna cosa existeix o succeeix com a resultat natural. Un final, en canvi, és allò que inevitablement o, generalment, resulta d’una altra cosa, però del qual no se’n deriva res més. Així, les trames ben construïdes no han de començar ni acabar a l’atzar, sinó que han de seguir les fórmules que hem indicat." (1450b27). Va dividir l'obra en dos actes: δέσις (desis) i λύσις (lisis), que aproximadament es tradueix en lligament i desvinculació, encara que la traducció contemporània és "complicació" i "dénouement". Va utilitzar principalment Sòfocles per argumentar sobre l'estructura dramàtica adequada d'una obra.
Argumenta que, en una tragèdia adequada, la trama hauria de ser senzilla: un home que passa de la prosperitat a la desgràcia, i no a la inversa. La història hauria de despertar llàstima o por, amb l'objectiu de commoure l'espectador. A més, l'home ha de ser una figura coneguda per l'audiència, i la seva caiguda hauria de ser causada per un defecte en el seu caràcter.
Va classificar l'ordre d'importància de l'obra en: Cor, Esdeveniments, Dicció, Personatge, Espectacle. I que totes les obres s'haurien de poder interpretar de memòria, llargues i fàcils d'entendre. Estava en contra de les trames centrades en el personatge "La unitat d'un complot no consisteix, com alguns suposen, en tenir un home com a subjecte". Estava en contra dels complots episòdics. Va sostenir que el descobriment havia de ser el punt àlgid de l'obra i que l'acció havia d'ensenyar una moral que es reforçés amb la pietat, la por i el patiment. L'espectacle, no els propis personatges, donaria lloc a les emocions. L'escenari també s'hauria de dividir en "Pròleg, Episodi, Exode i una part coral, distingida en Parode i Stasimon..."
A diferència d'interpretacions posteriors, va argumentar que la moralitat era el nucli de l'obra i allò que la feia excepcional. Contràriament a la creença general, no va desenvolupar l'estructura de tres actes que s'ha popularitzat.

### Obra d'un acte
Es diu que aquesta tècnica va ser introduïda per Eurípides en la seva obra Cíclope, però no va guanyar popularitat fins a finals del segle XIX amb l'auge del cinema. Alice Guy-Blaché va fer una observació al respecte en el documental Be Natural: The Untold Story of Alice Guy-Blaché, on va comentar que moltes de les pel·lícules de l'època necessitaven un gir ràpid al final per tancar la trama de manera efectiva.
Encara s'utilitza avui en dia, però va caure en desavantatge popular per a les pel·lícules entre finals dels anys 30 i 40, quan el temps d'execució d'una pel·lícula mitjana es va fer més llarg. (Vegeu Kenneth Rowe i Lajos Egri.)

### L'anàlisi d'Horaci
El crític de drama romà Horaci va defensar una estructura de 5 actes al seu Ars Poetica: "Neue minor neu sit quinto productior actu fabula" (línies 189–190) ("Una obra de teatre no hauria de ser més curta ni més llarga que cinc actes"). També va defensar un cor, "El cor hauria de fer el paper d'un actor, amb energia", i el centre de l'obra hauria de ser la moralitat com va fer Aristòtil.
```
"Ha d'afavorir el bo i donar consells amistosos,
Guia els que estan enfadats, anima els que tenen por
Del pecat: lloeu el menjar de la taula humil, lleis sanes
I justícia i pau amb les seves portes ben obertes:
Hauria d'amagar secrets i pregar i suplicar als déus
Que els orgullosos perdin la seva sort, i els desgraciats la recuperen".
```

No va concretar el contingut dels actes.

### Aelius Donatus
El gramàtic romà del segle IV Aelius Donatus en la seva crítica a les obres de teatre de Terenci Adelphoe i Hecyra al llibre Aeli Donati qvod fertvr Commentvm Terenti: Accendvnt Evgravphi Volum 2 i en la seva revisió de l'obra de Terenci Andria a P. Terentii Afri comoediae va utilitzar el sexe termes pròleg (pròleg), pròtasi, epitasi i catàstrofe. Sovint utilitza les lletres gregues originals, però no les defineix com a actes específics, sinó com a parts de l'obra que tenen diferents qualitats emocionals.
Per exemple, referint-se a l'obra Adelphoe de Terence, comenta: "in hac prologus aliquanto lenior inducitur; magis etiam in se purgando quam in aduersariis laedendis est occupatus, cum de còmoda quaedam diceremus," que es tradueix aproximadament com: "Aquí, el pròleg és una mica més suau; es concentra més en defensar-se que en atacar els seus oponents. La pròtasi és turbulenta, mentre que l'epitàsi és una catàstrofe més intensa però alhora més suau." :4
A més, afegeix que a Hecyra, "in hac prologus est et multiplex et rhectoricus nimis, propterea quod saepe exclusa haec comoedia diligentissima defensione indigebat. atque in hac πρότασις turbulenta est, ἐπίτασις mollior, lenis καταστρο." Això es tradueix aproximadament com: "Aquí, el pròleg és alhora múltiple i excessivament retòric, perquè sovint aquesta comèdia és rebutjada, ja que necessita una defensa molt acurada. I en aquesta obra, la pròtasi és turbulenta, i com més suau és l'epítasi, més suau és la catàstrofe." :189
Tanmateix, també argumenta que els llatins tenen una estructura en cinc actes, que els diferencia dels grecs, afirmant que "hoc etiam ut cetera huiusmodi poemata quinque actus habaeat necesse est choris diusos a Graecis poetis," que es tradueix aproximadament com: "Per tenir altres poemes d'aquest tipus, és necessari tenir cinc actes amb cors, diferenciats dels poetes grecs." :189deixant bastant clar que tot i que utilitzava el grec per a aquestes divisions de joc, no les considerava part de l'estructura global de l'acte.
No existeix cap traducció definitiva d'aquesta obra a l'anglès.

### Novel·la picaresca
Originada a l'Espanya del segle XVI, la novel·la picaresca és un tipus de narració en primera persona, protagonitzada per un personatge de baixa extracció social, conegut com a "pícaro," dins d'un entorn realista, sovint amb un to satíric. Tant la trama com el desenvolupament del personatge solen ser limitats. Alguns exemples famosos d'aquest gènere són Lazarillo de Tormes i Guzmán de Alfarache de Mateo Alemán.

### Shakespeare i el Renaixement
William Shakespeare no va ser qui va inventar l'estructura de cinc actes. Aquesta estructura va ser desenvolupada per Gustav Freytag, qui va utilitzar les obres de Shakespeare com a exemples en la seva teoria. No hi ha cap escrit de Shakespeare que indiqui com pretenia que fossin estructurades les seves obres. De fet, es creu que l'estructura en cinc actes va ser imposada per altres persones després de la seva mort. Durant la seva vida, també era popular l'estructura de quatre actes, com es veu en obres com Fortunae Ludibrium sive Bellisarius. Freytag va afirmar en el seu llibre que Shakespeare hauria d'haver seguit l'estructura de cinc actes, però aquesta no existia en l'època de Shakespeare.
Richard Levin sosté que durant el Renaixement, les trames múltiples van guanyar una gran popularitat, allunyant-se del model narratiu lineal singular proposat per Aristòtil. A més, Robert Coltrane argumenta que l'estructura narrativa de l'època sovint es desenvolupava en capes, amb una trama seriosa com a eix central, al voltant de la qual s'entrellaçaven diverses subtrames còmiques i extravagants.

### Roman de formació
El terme va ser encunyat el 1819 per Karl Morgenstern, però el naixement del Bildungsroman es data normalment de la publicació de l'aprenentatge de Wilhelm Meister per Johann Wolfgang von Goethe el 1795–96,  o, de vegades, de Christoph Martin Wieland. Geschichte des Agathon de 1767.
La trama requereix un protagonista jove o innocent que vagi aprenent sobre el món, i aprenent a entrar-hi. L'objectiu central és la maduresa del protagonista que es pot fer a través del descobriment, el conflicte o altres mitjans.

### La piràmide de Freytag

Piràmide de Freytag

El dramaturg i novel·lista alemany Gustav Freytag va escriure Die Technik des Dramas, un estudi definitiu de l'estructura dramàtica en cinc actes, en el qual va exposar el que s'ha conegut com la piràmide de Freytag. Sota la piràmide de Freytag, la trama d'una història consta de cinc parts:
1. Exposició (originalment anomenada introducció)
2. Aixeca't
3. Clímax
4. Tornar o caure
5. Catàstrofe[41] Freytag és indiferent a quina de les parts contendents afavoreix la justícia; en ambdós grups es barregen el bé i el mal, el poder i la debilitat.[37]

Aleshores, un drama es divideix en cinc parts, o actes, que alguns anomenen arc dramàtic: introducció, ascens, clímax, retorn o caiguda i catàstrofe. Freytag amplia les cinc parts amb tres moments o crisis: la força excitant, la força tràgica i la força del suspens final. La força excitant condueix a l'ascens, la força tràgica condueix al retorn o a la caiguda, i la força del suspens final condueix a la catàstrofe. Freytag considera que la força excitant és necessària, però la força tràgica i la força del suspens final són opcionals. Junts, fan les vuit parts components del drama.
En el seu argument, intenta reconèixer gran part dels grecs i de Shakespeare, interpretant les seves obres i expressant opinions sobre el que, segons ell, volien dir, tot i que en realitat no ho van expressar directament.
Va defensar la tensió generada per emocions contrastades, però no va promoure activament el conflicte. Va sostenir que el personatge és l'element més important en les obres. A més, va establir les bases del que més endavant en la història es coneixeria com l'incident incitador.
En general, Freytag va sostenir que el nucli d'una obra resideix en l'emocionalitat, i que la millor manera de generar aquesta emoció és contrastant sentiments oposats de manera consecutiva. Va establir algunes de les bases per centrar l'atenció en l'heroi, en contrast amb Aristòtil. Tot i que sovint se li atribueix haver situat el conflicte al centre de les seves obres, Freytag argumenta activament en contra de la continuïtat constant del conflicte.

#### Introducció
L'escenari es defineix en un lloc i un moment concrets, on s'estableix l'estat d'ànim i es presenten els personatges. També es pot fer referència a una història de fons. Aquesta introducció pot ser transmesa mitjançant diàlegs, flashbacks, detalls dels personatges, detalls de l'entorn, elements de l'univers narratiu o bé a través del narrador explicant la història de fons.

#### Ascens
Una força excitant s'activa immediatament després de la introducció, construint l'ascens en una o diverses etapes fins al punt de màxim interès. Aquests esdeveniments són sovint els més crucials de la història, ja que tota la trama depèn d'ells per establir el clímax i, en última instància, per aconseguir una resolució satisfactòria de la narració.

#### Clímax
El clímax és el punt d'inflexió que altera el destí del protagonista. Si fins al moment tot anava bé per al protagonista, la trama girarà en contra seva, sovint exposant les seves debilitats ocultes. Si la història és una comèdia, es donarà la situació contrària: les coses passaran de malament a bé per al protagonista, sovint requerint que aquest faci ús de les seves fortaleses interiors ocultes.

#### Tornar o caure
Durant el retorn, l'hostilitat de l'antagonista colpeja profundament l'ànima de l'heroi. Freytag estableix dues regles per a aquesta fase: el nombre de personatges ha de ser reduït al mínim possible, i el nombre d'escenes en què l'heroi cau ha de ser menor que en l'ascens. El retorn o la caiguda pot incloure un moment de suspens final: encara que la catàstrofe hauria de ser prefigurada per evitar que sembli un non sequitur, podria haver-hi una perspectiva d'alleujament per a l'heroi condemnat, deixant el resultat final en dubte.

#### Catàstrofe
La catàstrofe (Katastrophe a l'original) és quan l'heroi es troba amb la seva destrucció lògica. Freytag adverteix a l'escriptor que no perdi la vida de l'heroi. Tot i que el dénouement va ser atestat com a primera aparició l'any 1752, no es va utilitzar per referir-se a l'estructura dramàtica fins al segle XIX i no es va utilitzar específicament per Freytag per a aquesta secció de l'estructura de l'acte.

### Selden Lincoln Whitcomb

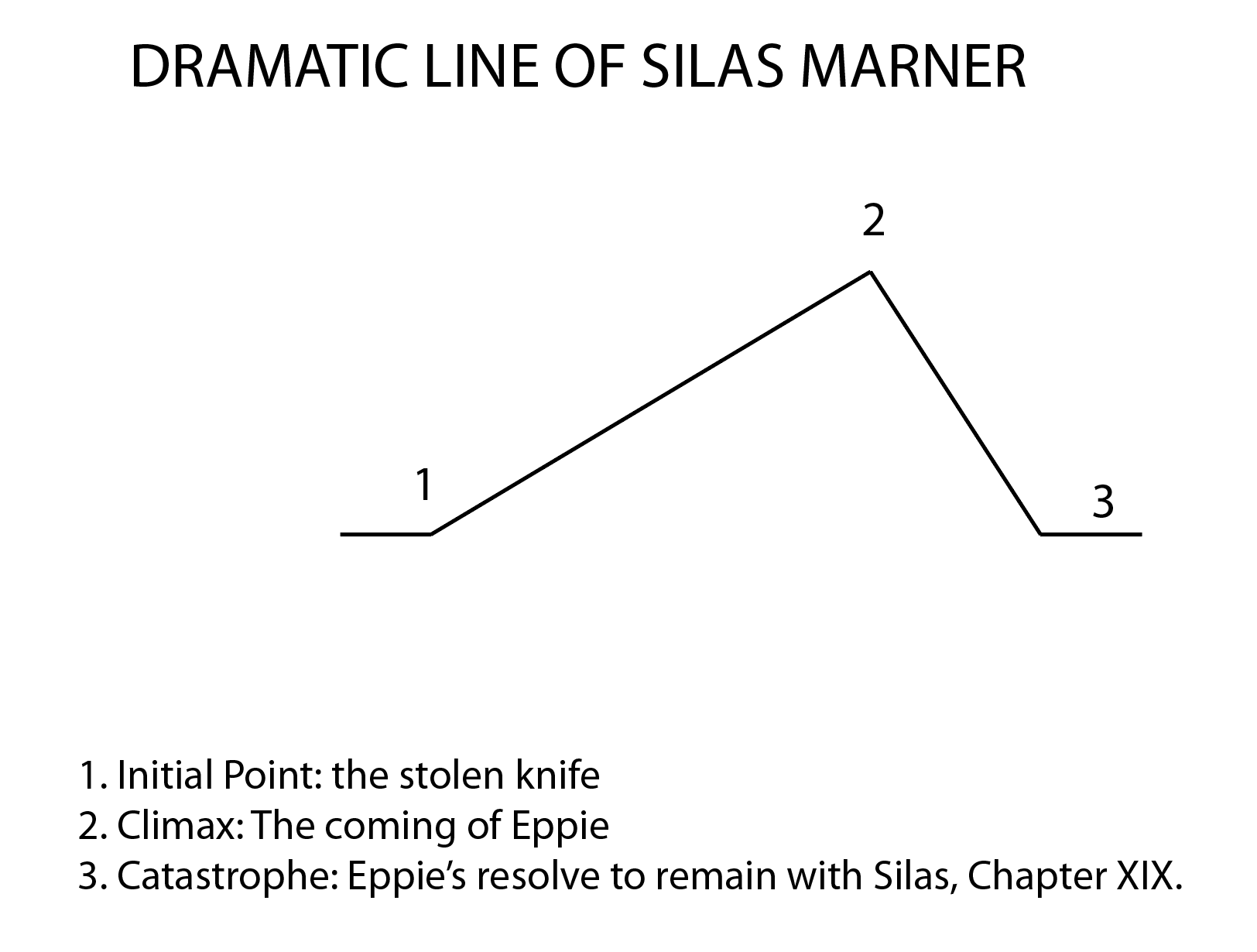
Un diagrama de Silas Marner a la pàgina 58 de The Study of a Novel de Selden Whitcomb.

El 1905, Selden Lincoln Whitcomb va publicar L'estudi d'una novel·la i va suggerir que era possible representar gràficament l'estructura d'una novel·la. "L'estructura epistolar general pot ser parcialment representada per un disseny gràfic." Per il·lustrar aquesta idea, va presentar una proposta de disseny per a l'obra Evelina de la senyoreta Burney a la pàgina 21 del seu llibre.
A la pàgina 39, Whitcomb presenta la idea de "La línia de l'emoció," on proposa que la percepció de l'emoció es pot representar gràficament. Tot i això, fa una distinció acurada entre l'autor, el personatge i el lector. "El fet que l'autor presenti un personatge mogut per la por no implica necessàriament que ni l'autor ni el lector experimentin aquesta emoció. Així mateix, una mera discussió de l'emoció, ja sigui per part de l'autor o d'un personatge, no s'ha de confondre amb el que forma part de la línia de l'emoció," tal com es destaca en l'estudi del tema. Va argumentar que aquesta línia d'emoció s'havia de calcular per al lector. Dibuixa un diagrama per al capítol XIII de Silas Marner per il·lustrar el seu punt.
No prescriu una fórmula determinada per a l'estructura, sinó que introdueix diversos tipus de vocabulari per a diversos punts de la línia emocional.
La seva obra es va utilitzar llavors a Joseph Berg Esenwein per descriure històries curtes per a la línia de l'emoció, encara que el seu nom està mal escrit a l'obra d'Esenwein. El seu diagrama específicament per a Silas Marner va ser plagiat més tard per Kenneth Rowe, tot i que va dibuixar altres diagrames per a altres novel·les i formes, com Orgull i prejudici a la pàgina 58, la Forma epistolar p. 21, Narracions simples p. 56, etc..

### Joseph Berg Esenwein
Joseph Berg Esenwein va publicar el 1909 Escriptura de la història curta: un manual pràctic sobre l'auge, l'estructura, l'escriptura i la venda de la història curta moderna. En aquest llibre, esbossa diversos elements argumentals i els relaciona amb un dibuix, seguint les prescripcions de Whitcomb: incident, emoció, crisi, suspens, clímax, desenllaç, i conclusió. Tot i això, no acompanya aquests elements amb cap diagrama, però subratlla la importància de la línia emocional en les històries a la pàgina 198. També, a la pàgina 76, enumera diferents tipus de trames: sorpresa, problema, misteri, estat d'ànim o emoció o sentiment, contrast, i simbolisme, sense argumentar que un sigui superior a l'altre. Al llarg del text, adverteix en diverses ocasions que les seves recomanacions estan destinades exclusivament a històries curtes, com es pot veure a les pàgines 30-32.
En el Capítol X, part 5, el clímax es defineix com "l'àpex de l'interès i l'emoció; és el punt culminant de la història". Quan es cita Short Story Writing (1898) de Charles Raymond Barrett, pàgina 171, s'exposa el clímax com "l'augment de l'interès i el poder al seu punt més alt". Argumenta que aquest punt més alt sempre es troba en les línies emocionals, i a la pàgina 187 afirma: "El gran, alhora bàsic i climàtic, en la història curta és l'interès humà, i no pot existir un interès humà sostingut sense emoció. Tota la creació és un camp per a la seva exhibició, i com que la ficció assumeix ser un microcosmos, la ficció, tant curta com llarga, ha de tractar íntimament l'emoció, des de les seves manifestacions més suaus fins a les més extremes".
Les definicions que va utilitzar van influir més tard en el vocabulari de la fórmula de Hollywood. Les primeres pel·lícules de Hollywood eren curtes. Per exemple, In Old California publicat el 1910 té una durada de 17 minuts.

### Reverent Jesse Ketchum Brennan
El reverend JK Brennan va escriure el seu assaig "The General Design of Plays for the book 'The Delphian Course'" (1912) per a la Delphian Society. Per a l'assaig, descriu com són el diagrama i l'obra d'Antígona. Explica vuit parts d'una obra que són:
1. L'exposició: aquesta part explica què ha passat abans que comenci l'acció escènica. El públic es familiaritza amb l'escenari de l'obra, la seva atmosfera, els personatges i les seves posicions socials.
2. El torn de l'obra: l'acció d'un o més dels personatges que marca el curs dels esdeveniments cap a la crisi o el clímax.
3. Els passos de l'acció, que condueixen al clímax (de vegades anomenat acció ascendent): ABC, etc.
4. El punt decisiu de l'acció. Passa alguna cosa que fa impossible que l'"acció ascendent" vagi més enllà. Els afers han de prendre una nova direcció.
5. L'acció que cau, que arriba des del clímax.
6. Revelació final, que controla l'acció a la baixa; sorgeix un nou problema.
7. La catàstrofe, o desenllaç.
8. El final, o el resultat de la catàstrofe

És la primera vegada que Catastrophe i Dénouement es diuen igual. En l'assaig no es donen referències a altres obres.

### Clayton Hamilton
Clayton Hamilton, en A Manual of The Art of Fiction (1918), va afirmar que un esquema argumental adequat es pot definir com: "Una trama, per tant, en els seus aspectes generals, es pot imaginar com una complicació seguida d'una explicació, un lligament seguit d'un deslligar, o (per dir-ho amb paraules franceses que potser són més connotatives) un nouement seguit d'un dénouement".
No afirma que el centre de les històries sigui el conflicte, sinó que a la pàgina 3 assenyala: "El propòsit de la ficció és encarnar certes veritats de la vida humana en una sèrie de fets imaginats." A més, se centra en el debat de l'època entre romanticisme i realisme.
La complicació, que Lajos Egri posteriorment va anomenar premissa, es va incorporar més tard com a part de l'incident d'incitació. Inicialment, l'explicació es presentava al principi i es considerava una introducció en el vocabulari contemporani. Més endavant, el desenllaç es va subdividir en acció descendent i conclusió.

### Redacció confessional
Sortida originària del cristianisme, sovint és un relat de la vida d'una persona que va ser primer secularitzat per Jean Jacques Rousseau i després popularitzat el 1919 amb la revista True Story. En realitat, les confessions no han de ser vàlides, tot i que cal incloure un relat de la vida d'algú. Aquestes revistes de confessions anaven dirigides principalment a un públic de dones de classe treballadora. La seva fórmula s'ha caracteritzat com "pecat-patir-penedir-se": l'heroïna viola els estàndards de comportament, pateix com a conseqüència, aprèn la lliçó i decideix viure a la llum d'ella, no amargada pel seu dolor.

### Percy Lubbock
Percy Lubbock va escriure The Craft of Fiction, que es va publicar el 1921.
L'objectiu de Lubbock és establir una definició clara sobre la forma dels llibres, ja que afirma: "Escoltem la paraula per tot arreu, i s'hi dedica una discussió interminable. Un crític condemna una novel·la per ser 'sense forma', és a dir, perquè la seva estructura és censurable; un altre respon que, si la novel·la té altres qualitats, la seva forma no és rellevant, i així, la polèmica continua. Un observador, desconcertat, podria arribar a pensar que la 'forma' en la ficció és una cosa que es pot afegir o deixar fora segons el gust de l'autor. Tot i que el debat pot semblar confús, hi ha almenys un punt clar: un llibre és un objecte al qual se li pot atribuir una forma, sigui aquesta bona o dolenta."
També va defensar en certa manera la idea de "La mort de l'autor" a la seva obra: "El lector d'una novel·la, especialment el lector crític, es converteix ell mateix en un novel·lista; crea un llibre que pot agradar o no segons el seu gust, però pel qual ha d'assumir la seva part de responsabilitat un cop acabat. L'autor fa la seva part, però no pot transferir la seva obra com si fos una bombolla al cervell del crític. Així, el lector esdevé també un novel·lista, sense mai suposar que la creació del llibre és exclusivament responsabilitat de l'autor".
És el primer que fa un esforç concentrat per veure el conflicte com el nucli del "drama" i, per tant, explica: "Què és la història? En primer lloc, és una successió de fases en la vida de determinades generacions; la joventut que es precipita cap a la maduresa, les fortunes que es troben, xoquen i es tornen a formar, les esperances que floreixen, minven i reapareixen en altres vides, l'edat que s'enfonsa i entrega la torxa a la joventut. Aquesta és la substància del drama, segons la meva comprensió. Comença a créixer a partir del pensament de la marxa processional de les generacions, sempre canviant, sempre renovada. Les seves figures són buscades i seleccionades per la claredat amb què el drama s'hi encarna." Esmenta directament el conflicte quan es refereix a la trama de Guerra i pau amb l'anàlisi de Madame Bovary i així successivament.
El llibre va gaudir de gran popularitat, però Virginia Woolf va escriure en privat sobre l'obra el novembre de 1923: "Aquest és el meu principal descobriment fins ara; i el fet que hagi tardat tant a arribar-hi demostra, crec, com de falsa és la doctrina de Percy Lubbock —que pots fer aquest tipus de coses conscientment." Woolf va tornar a reflexionar sobre l'obra en diverses ocasions al llarg de la seva vida.

### Kenneth Thorpe Rowe
L'any 1939, Kenneth Thorpe Rowe va publicar Write That Play en què va descriure el que pensava de la seva estructura de joc ideal. No va citar cap font, tot i que sembla que hi ha alguna influència de la piràmide de Freytag.

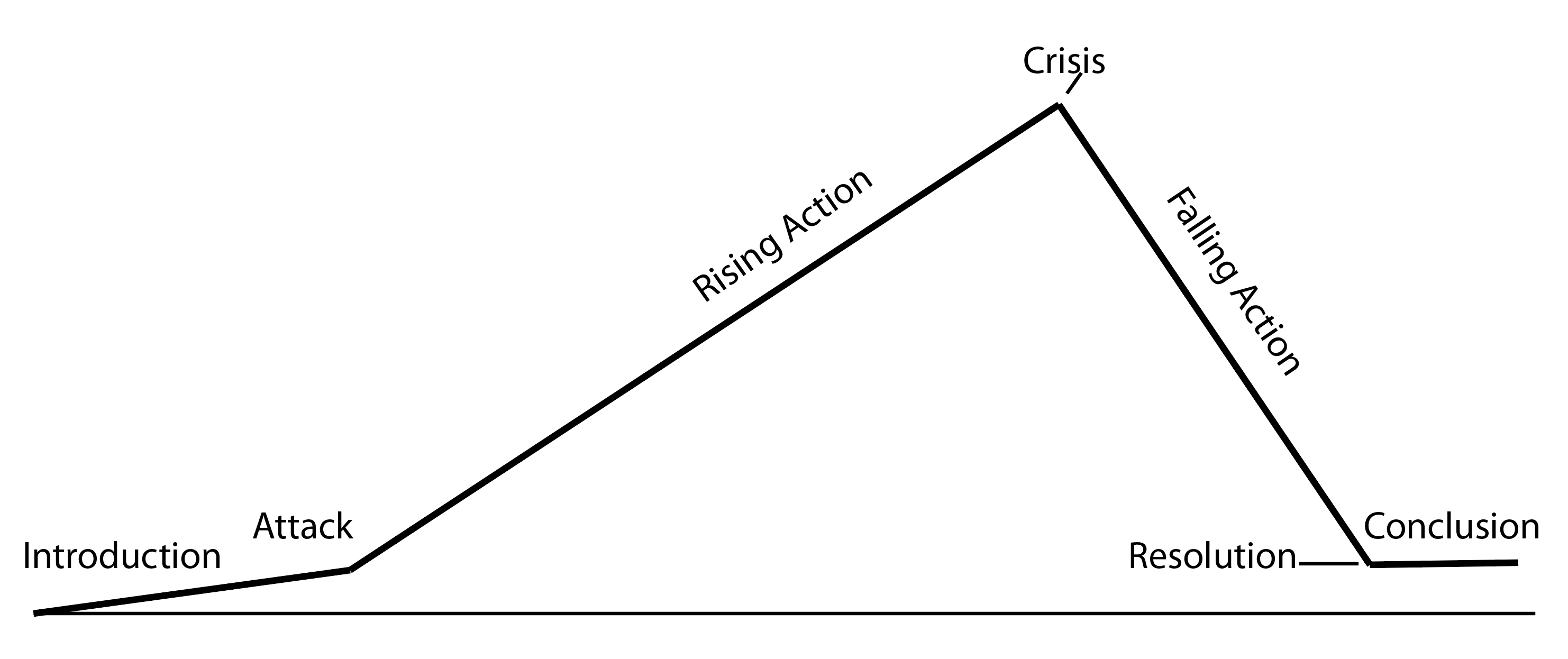
Estructura dramàtica bàsica de Kenneth Rowe de la pàgina 60 de Write That Play.

Les parts són: introducció, atac, acció ascendent, crisi, acció descendent, resolució, conclusió. L'atac seria reetiquetat com a " incident d'incitació " més tard i la crisi seria reetiquetada "clímax" i la conclusió com a "desenllaç" per part de Syd Field. També es va treure la resolució com a punt d'inflexió. El centre de l'obra hauria de ser, segons ell, el conflicte, ja que això provocarà més emoció.
Reconeix que altres persones han utilitzat el terme "clímax", però no especifica qui. Tot i així, s'oposa a l'ús d'aquest terme perquè considera que "el clímax és enganyós, ja que es podria aplicar tant a la resolució com al punt d'inflexió. Aplicar el clímax al punt d'inflexió suggereix que la tensió augmenta fins a aquest moment i es relaxa després, però el que realment passa en una obra ben estructurada és que la tensió continua augmentant des del punt d'inflexió fins a la resolució, tot i que se li dóna una nova direcció i impuls en el punt d'inflexió".
Tot i que aquesta és la seva forma ideal per a una obra, suggereix que es pot modificar per incloure més complicacions tant en l'acció ascendent com en l'acció descendent. A més, proposa que l'estructura de l'obra no necessita necessàriament una conclusió. No obstant això, si hi ha una conclusió, recomana que sigui més curta que la introducció i que pugui ser plana o tenir un angle agut.
Aquesta estructura de la història, com s'ha suggerit, va tenir una forta influència en Arthur Miller (All My Sons, Death of a Salesman).

### Lajos Egri
En el seu llibre L'art de l'escriptura dramàtica, publicat l'any 1946, Lajos Egri va defensar una mirada més a l'interior de la ment del personatge i aquest personatge genera conflicte, que genera esdeveniments. Cita The Science of Playwriting de Moses Louis Malevinsky i The Theory of Theatre de Clayton Hamilton. A diferència de les obres anteriors de les quals cita, va destacar la importància de la premissa en una obra.
Es mostra molt més interessat en observar com els personatges generen conflictes i esdeveniments, que en els esdeveniments que modelen els personatges. A través de la seva anàlisi, presenta diferents tipus de conflictes: estàtic, saltant i ascendent. Aquests, al seu torn, poden manifestar-se com a atacs o contraatacs. Sosté que el conflicte ascendent és el més efectiu per revelar la veritable naturalesa del personatge.
També examina el caràcter a través de la lent de la fisiologia, la sociologia i la psicologia.
El seu treball va influir en Syd Field, que va arribar a fer la fórmula de Hollywood en tres actes.

### Syd Field

Una representació visual de l'estructura de tres actes.

Syd Field l'any 1979 va publicar Guió: els fonaments de l'escriptura de guió. Va indicar que l'estructura de l'obra hauria de ser:
L'acte I conté la configuració. És aproximadament el primer quart d'un guió, i revela el personatge principal, la premissa i la situació de la història.
L'acte II conté l'enfrontament. Té una durada dels dos propers trimestres del guió, i defineix clarament l'objectiu principal del protagonista.
L'acte III conté la resolució. Aquest és l'últim quart del guió. Això respon a la pregunta de si el personatge principal va tenir èxit o no en el seu objectiu.
En l'edició del 2005 del seu llibre Fonaments d'un guió, va assenyalar que volia donar una estructura més fixa a l'obra que havia exposat Lajos Egri.
Va ser el primer a encunyar realment el model dels tres actes com a model formal per als guions.

### Teatre de l'absurd
El crític Martin Esslin va encunyar el terme en el seu assaig de 1960 "El teatre de l'absurd", que comença centrant-se en els dramaturgs Samuel Beckett, Arthur Adamov i Eugène Ionesco. Esslin diu que les seves obres tenen un denominador comú: l'"absurd", una paraula que Esslin defineix amb una cita de Ionesco: "absurd és allò que no té finalitat, ni objectiu, ni objectiu". El filòsof francès Albert Camus, en el seu assaig de 1942 "El Mite de Sísif", descriu la situació humana com a sense sentit i absurda.
Pel que fa a la trama, sovint soscava el conflicte central de la història i es burla de la condició humana. Sovint manca d'una estructura argumental formal i, en moltes ocasions, no arriba a resoldre realment cap aspecte.

### Arcs de contes televisius
Tot i que les telenovel·les explicaven històries en sèrie des de la dècada de 1950, els arcs d'històries de diversos episodis de televisió en hora de màxima audiència no van ser populars als EUA fins al 1981, amb la introducció de Hill Street Blues. Abans d'això, els episodis es podien canviar en ordre sense confusió de l'audiència. Els arcs de la història de diversos episodis van enlairar a la dècada de 1990, amb molts dels programes de televisió populars que els van emprar. Xena: la princesa guerrera, Hèrcules: els viatges llegendaris, Boy Meets World i Batman: la sèrie animada tenien arcs de la història.

### L'estructura dramàtica de Northrop Frye
El crític literari i teòric canadenc Northrop Frye analitza les narracions de la Bíblia en termes de dues estructures dramàtiques: (1) un patró en forma de U, que correspon a la forma d'una comèdia, i (2) un patró en forma de U invertida, que representa la forma d'una tragèdia.

#### Un patró en forma d'U
"Aquest patró en forma d'U... es repeteix a la literatura com la forma estàndard de la comèdia, on una sèrie de desgràcies i malentesos porten l'acció a un punt amenaçadorment baix, després del qual algun gir afortunat a la trama envia la conclusió a un feliç. final." Una trama en forma d'U comença a la part superior de la U amb un estat d'equilibri, un estat de prosperitat o felicitat, que es veu alterat pel desequilibri o el desastre. A la part inferior de la U, la direcció s'inverteix per un gir afortunat, una alliberació divina, un despertar del protagonista a les seves tràgiques circumstàncies o alguna altra acció o esdeveniment que dóna lloc a un gir a l'alça de la trama. Aristòtil es va referir a la inversió de direcció com a peripeteia o peripeteia, que depèn freqüentment d'un reconeixement o descobriment per part del protagonista. Aristòtil va anomenar aquest descobriment una anagnòrisi: un canvi de la "ignorància al coneixement" que implica "assumptes relacionats amb la prosperitat o l'adversitat". El protagonista reconeix quelcom de gran importància que abans estava amagat o no reconegut. La inversió es produeix a la part inferior de la U i mou la trama cap amunt cap a una nova condició estable marcada per la prosperitat, l'èxit o la felicitat. A la part superior de la U, es restaura l'equilibri.
Un exemple clàssic d'una trama en forma de U a la Bíblia és paràbola del fill pròdig en Lluc 15:11–24. La història s'inicia a la part superior de la U amb una situació estable, però descendeix quan el fill demana la seva herència al pare i marxa a un "país llunyà" (Lluc 15:13). Aleshores, el desastre es desencadena: el fill malgasta la seva herència i, amb l'arribada d'una fam, la seva situació empitjora encara més (Lluc 15:13-16). Aquest és el punt més baix de la U. Una escena de reconeixement (Lluc 15:17) i una peripècia condueixen la trama de nou cap amunt, fins a arribar al desenllaç, que restableix una nova condició estable a la part superior de la U.

#### Una estructura en forma d'U invertida
La U invertida comença amb l'ascens del protagonista a una posició de protagonisme i benestar. A la part superior de la U invertida, el personatge experimenta una època de prosperitat i felicitat. No obstant això, es produeix una crisi o un punt d'inflexió que marca el canvi de fortuna del protagonista, iniciant el seu descens cap al desastre. En alguns casos, es produeix una escena de reconeixement on el protagonista descobreix alguna cosa d'enorme importància que fins aleshores havia passat desapercebuda. L'estat final és un de desastre i adversitat, situat al fons de la U invertida.

### Contemporània
Els drames contemporanis utilitzen cada cop més la caiguda per augmentar l'alçada relativa del clímax i l'impacte dramàtic (melodrama). El protagonista s'aixeca però cau i sucumbeix als dubtes, les pors i les limitacions. El clímax negatiu es produeix quan el protagonista té una epifania i es troba amb la major por possible o perd alguna cosa important, donant al protagonista el coratge d'assumir un altre obstacle. Aquest enfrontament es converteix en el clàssic clímax.
En el seu llibre de 2019 Meander, Spiral, Explode: Design and Pattern in Narrative, la novel·lista i professora d'escriptura Jane Alison critica l'estructura tradicional de resolució de conflictes en la narrativa, descrivint-la com a "masculosexual". En canvi, Alison argumenta que les narracions haurien de conformar-se al voltant de diversos tipus de patrons que es troben, per exemple, en la natura.